# Wireless USB
Wireless USB (WUSB) is een (verouderd) draadloos kortegolfradiocommunicatieprotocol dat als aanvulling van USB 2.0 was opgezet. Wireless USB zou theoretisch snelheden kunnen halen van 480 Mb/s op een afstand tot 3 meter. Wanneer de afstand 10 meter is, dan is de theoretische snelheid gezakt naar 110 Mb/s. 
Het is een gecompliceerde techniek, omdat alle gegevens draadloos verstuurd en ontvangen worden. WUSB dankt de hoge snelheid aan UltraWideBand. Hiermee wordt het opzetten van een zogeheten Wireless Personal Area Network mogelijk. In tegenstelling tot USB 2.0 wordt een apparaat dat verbonden wordt met de host niet automatisch van stroom voorzien. Dit betekent dat het apparaat aangesloten moet zijn op het lichtnet of gevoed wordt door een batterij tijdens gebruik. Hierdoor kunnen apparaten, zoals onder andere gangbare USB-sticks, hier alleen met een eigen voeding gebruik van maken.